# Obniżenie Lubomierskie
Obniżenie Lubomierskie (332.266) – mikroregion w południowo-zachodniej Polsce, w Sudetach Zachodnich, w południowo – zachodniej części województwa dolnośląskiego. Według podziału fizycznogeograficznego Jerzego Kondrackiego mikroregion leżący w  południowo-wschodniej części mezoregionu Pogórza Izerskiego.

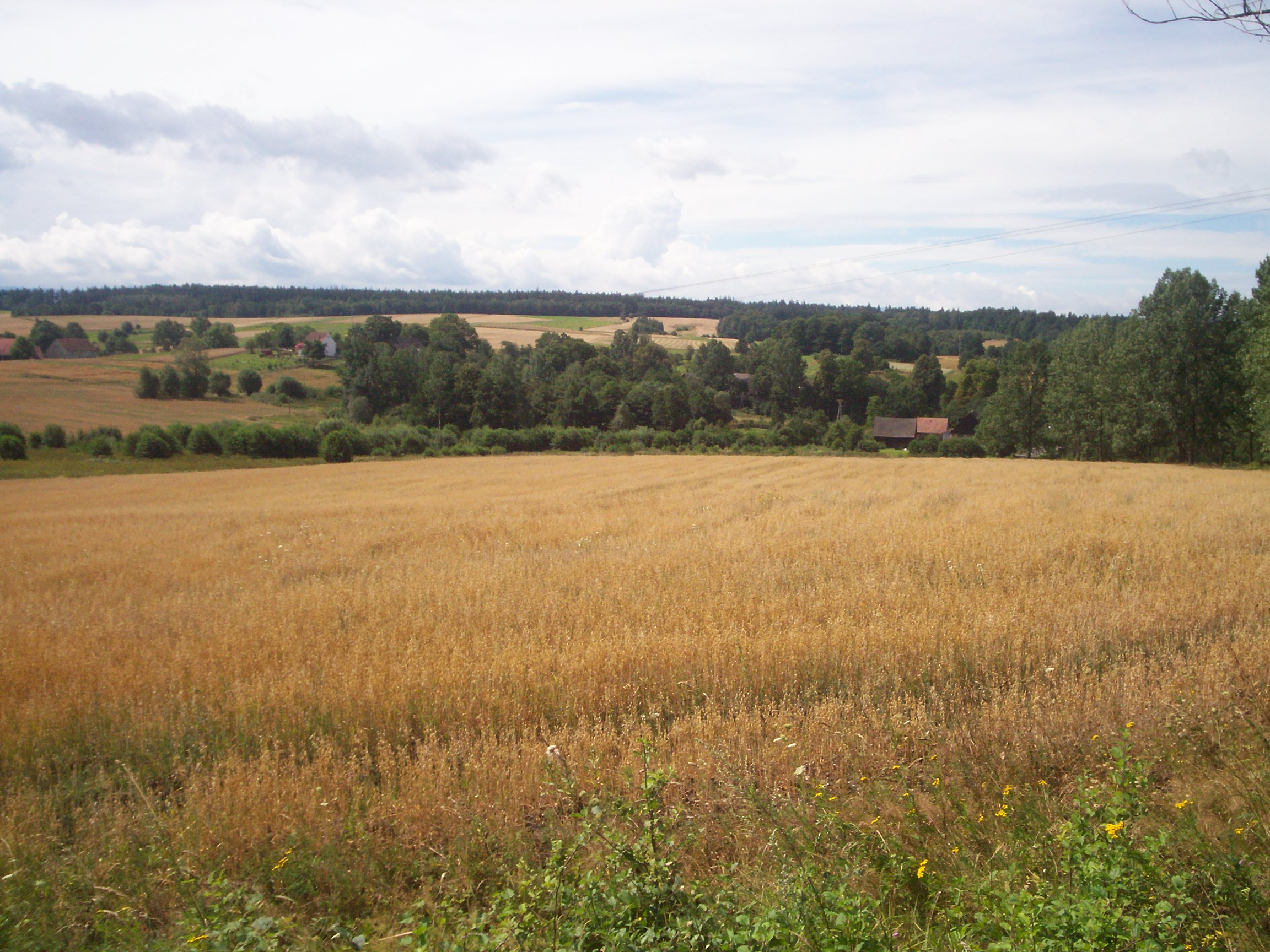
Panorama Obniżenia w okolicy miejscowości Wojciechów

## Opis
Obniżenie Lubomierskie, niewielka tektoniczna zaklęsłość o falistej powierzchni, której pagórki nie przekraczają 300–350 m n.p.m., pomiędzy Wzniesieniami Radoniowskimi a Wzgórzami Radomickimi, położone w dorzeczu Kwisy dopływu Bobru w południowo-wschodniej części Pogórza Izerskiegoj. Obniżenie ciągnie się na długości około 26 km, o przebiegu NE – SE od miejscowości Lubań na północnym zachodzie do okolic  miejscowości Maciejowiec na południowym wschodzie. Obniżenie podzielone jest na kilka części dolinami potoków. Od północnego zachodu graniczy z Wzgórzami Zalipiańskimi, od których oddzielone są Kwisą, od północnego wschodu z Wzgórzami Radomickimi, od południowego zachodu z Wzniesieniami Radoniowskimi a od południa obniżenie zamyka styk Wzniesień Radoniowskich ze Wzgórzami Radomickimi. Obniżenie Lubomierskie tworzy ciąg łagodnych, kopulastych pagórów o różnorodnej morfologii. Obszar obniżenia jest niezwykle atrakcyjny krajobrazowo, urozmaicony dolinami potoków, a jego walory estetyczne podnoszą kompleksy leśne.

## Krajobraz
Krajobraz, pagórkowato falistej wyżyny, rozciętej przez potoki i systemy ich bocznych dolinek. Szczyty pagórków kopulaste z wyraźnym podkreśleniem zboczy. Większość obszaru zajmują łąki i pola uprawne. Krajobraz pierwotny wyżynny. Charakter krajobrazu w większości został przeobrażony.

## Budowa geologiczna
Obniżenie Lubomirskie jest tektoniczną zaklęsłością na wypiętrzonym fragmencie Masywu Czeskiego. Należy do jednej wielkiej struktury geologicznej Sudetów zwanej niecką północnosudecką. Niecka ta, obejmująca przeważający obszar pogórzy, została uformowana w schyłkowej fazie waryscyjskich ruchów górotwórczych w karbonie i aż do okresu górnej kredy wypełniała się osadami morskimi i lądowymi oraz utworami wulkanicznymi. Zajmuje północno-zachodni fragment niecki śródsudeckiej. Obniżenie Lubomierskie zbudowane jest z granitognejsów, zlepieńców permskich i fyllitów z udziałem kwarcytów. Pod względem budowy podłoża obniżenie położona jest w obrębie krystaliniku karkonosko-izerskiego zbudowanego z prekambryjskich gnejsów słojowych i oczkowych, trzeciorzędowych bazaltów oraz z granitognejsów izerskich. W budowie geologicznej terenu obniżenia występują wapienie krystaliczne, łupki kwarcowe, granitognejsy oczkowe. W fyllitach występują m.in.:piryt, chalkopiryt, galena i kwarc, a  w łupkach metamorficznych spotykany jest wanad. Okresy zlodowaceń doprowadziły do silnego wietrzenia mechanicznego pod wpływem mrozu, które spowodowało rozpad skał. W efekcie wiele stoków i wzniesień pokryło się rozległymi rumowiskami zarośniętymi dziś przez lasy.

## Gleby
Wśród gleb występują: bielice, brunatne i mady, najczęściej na podłożu gliniastym lub żwirowym. W większości należą do klas III i IV (kompleks pszenny górski), jedynie gleby na wzniesieniach są zaliczone do klas V i VI (kompleks żytni słaby).

## Klimat
Obszar Obniżenia zaliczany jest do sudeckiej krainy klimatycznej, jest to klimatu podgórskich nizin i kotlin w zasięgu regionu termicznego Kotliny Jeleniogórskiej. Panujące warunki klimatyczne są zbliżone do terenów sąsiednich. Klimat Obniżenia kształtuje zapora Gór Izerskich dla wilgotnych mas powietrza napływających od południowego zachodu oraz ukształtowany przez lata subklimat typowy dla pogórza. Ogólnie jest ciepły i łagodny. Najzimniejszym miesiącem jest styczeń a najcieplejszym lipiec. Opady śniegu występują na ogół po 15 listopada i trwają do połowy kwietnia. Zima trwa poniżej 9 tygodni, lato powyżej 12, wiosna rozpoczyna się przed 31 marca. Okres wegetacyjny trwa około 220 dni, ilość dni z pokrywą śnieżną 40, liczba dni pogodnych w roku około 150. Średnie roczne temperatury mieszczą się w przedziale od 7,5 °C do 8,5 °C, średnia lipca 18 °C. Na terenie przeważają wiatry z kierunku południowego i południowo-zachodniego, następnie z kierunku zachodniego i północno-zachodniego. Wiatry z kierunku południowego i południowo-zachodniego, w chłodnych porach roku występują jako fazy, przynoszące ze sobą ciepłe i suche masy powietrza, które na wiosnę powodują szybkie topnienie śniegu, co bywa przyczyna lokalnych powodzi i podtopień. Procent zachmurzenia w roku wynosi ok. 60%, a ilość dni słonecznych około 40%.

## Wody
Obniżenie należy w całości do zlewni Bobru i zlewiska Morza Bałtyckiego. Główną rzeką odwadniającą Obniżenie jest Oldza, której dopływy zbierają wody z obszaru obniżenia. Ponadto sieć rzeczną tworzą potoki: Rybnik, Olszówka, Luciąż, Wilka, Lubomirka.

## Flora i Fauna
Roślinność obszaru obniżenia należy do piętra pogórza. Ze względu na położenie geograficzne,warunki klimatyczne, dużo małych cieków wodnych, średni stopień zalesienia, rozgrupowanie pól uprawnych, pastwisk i łąk o znacznym zróżnicowaniu gatunkowym, stwierdza się występowanie stosunkowo bogatej flory i fauny. Z częściowo i całkowicie chronionych gatunków roślin spotkać można kruszynę pospolitą, kalinę koralową, bluszcz pospolity, bodziszek żałobny. Świat zwierzęcy nie różni się specjalnie od innych części Sudetów. Obniżenie stanowi dogodną bazę dla ptaków lęgowych jak i przelotnych. Na terenie wzgórz występuje: jarząbek, włochatka, pluszcz, krzyżodziób świerkowy, kilka gatunków jastrzębi. Z większych ssaków mają tu swoje siedliska: dzik, sarna, lis, zając szarak, kuna leśna, piżmak. Z mniejszych ssaków występują: jeż, łasica, kuna domowa, wiewiórka. Wśród płazów i gadów występuje jaszczurka zwinka, padalec, zaskroniec, ropucha szara i kilka innych gatunków żab. Wskaźnik lesistości kształtuje się na średnim poziomie. Znaczna część powierzchni zajęta jest przez zbiorowiska pól. Partie obniżenia porastają lasy świerkowe i świerkowo-bukowe, miejscami z domieszką innych gatunków. Głównym gatunkiem lasotwórczym jest sosna i świerk, drzewostany o mniejszej powierzchni powstały z odnowienia naturalnego, wielogatunkowego. Najczęściej w drzewostanie leśnym występują: świerk, sosna, buk, brzoza, lipa, klon, topola, dąb, przy ciekach wodnych rosną olchy, brzozy i lipy. Większe i zwarte kompleksy leśne przylegające do gruntów rolnych występują w otoczeniu wsi: Ubocze, Rząsiny, oraz Lubomierz, Popielówek, na pozostałym obszarze lasy i zadrzewienia występują w postaci licznych, niewielkich kompleksów porozdzielanych gruntami rolnymi.

## Środowisko naturalne i jego ochrona
Niewielki fragment  południowej części obniżenia leży na obszarze Parku Krajobrazowego Doliny Bobru. Na obszarze Obniżenia występują skupiska roślinności objęte prawną ochroną. Na uwagą zasługują: wawrzynek wilczełyko, liczne storczyki, pierwiosnki, lilia złotogłów oraz kilka gatunków traw.

## Miejscowości
Olszyna, Gryfów Śląski, Lubomierz, Wojciechów, Maciejowiec.

## Ciekawostki
- Do początkowych lat XX wieku na terenie sztucznego Jeziorze Pokuta funkcjonowała kopalnia krystalicznego wapienia.

## Turystyka
- Walory środowiska przyrodniczego i kulturowego urozmaicona rzeźba terenu z licznie występującymi kompleksami leśnymi, miejscami widokowymi ukazującymi panoramę oraz różnorodność budowy geologicznej sprawia, że obszar odznacza się wysokimi walorami krajobrazowymi.

Przez obniżenie prowadzą szlaki turystyczne:
- żółty – z Maciejowiec do Gryfowa Śląskiego prowadzący przez Lubomierz.
- niebieski – z Lwówka Śląskiego prowadzący przez wzniesienie Kołodziej, Lubomierz do Mirska i dalej.
- zielony – z Lwówka Śląskiego prowadzący przez wzniesienie Kołodziej, Lubomierz do Gryfowa Śląskiego i dalej.